# روز جهانی هنر

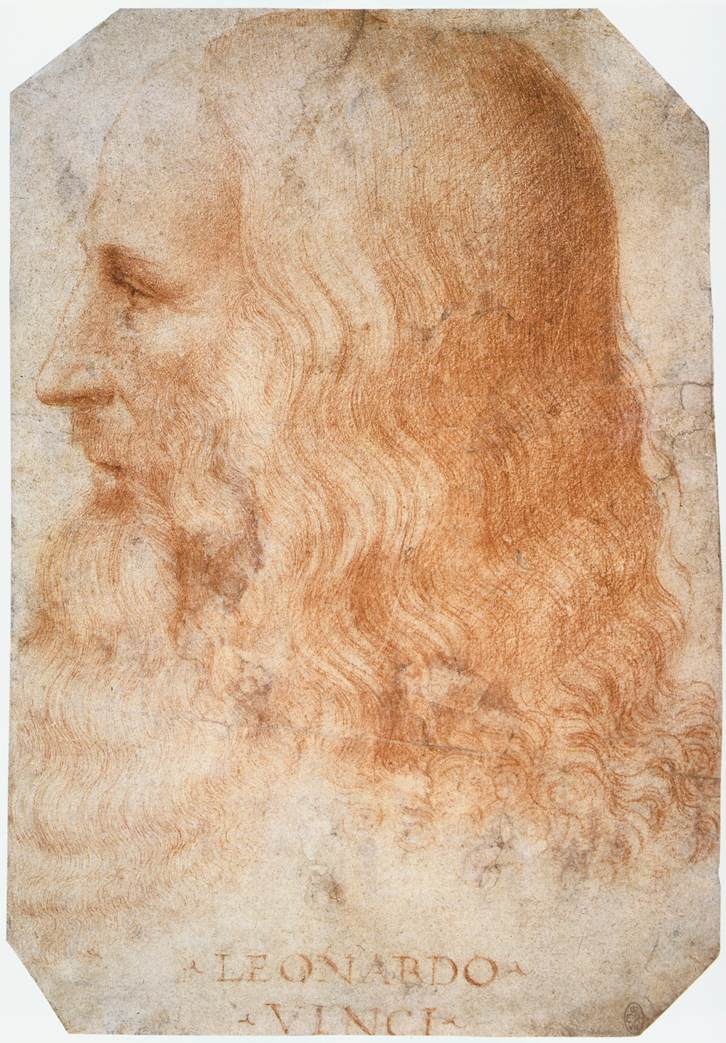
لئوناردو داوینچی این پرتره منسوب به فرانچسکو ملزی، ح. ۱۵۱۵–۱۸، تنها تصویر هم‌دورهٔ لئوناردو است.

روز جهانی هنر (انگلیسی: World Art Day) یک جشن بین‌المللی هنرهای زیبا است که توسط انجمن بین‌المللی هنر (IAA) به منظور ارتقاء آگاهی از فعالیت‌های خلاقانه در سراسر جهان اعلام شده‌است. این تاریخ به افتخار تولد لئوناردو داوینچی تعیین شد. داوینچی به عنوان نماد صلح جهانی، آزادی بیان، بردباری، برادری و چندفرهنگی و همچنین اهمیت هنر برای سایر زمینه‌ها انتخاب شد.

## تعیین روز
در هفدهمین مجمع عمومی انجمن  بین‌المللی هنر در گوادالاخارا پیشنهادی برای اعلام ۱۵ آوریل به عنوان روز جهانی هنر مطرح شد و اولین جشن در سال ۲۰۱۲ برگزار شد. این پیشنهاد با حمایت بدری  بایکام  از ترکیه و امضای مشترک رزا ماریا بوریلو ولاسکو از مکزیک، آن پورنی از فرانسه، لیو داوی از چین، کریستوس سیمئونیدس از قبرس، آندرس لیدن از سوئد، کان ایری از ژاپن، پاول کرال از اسلواکی صورت گرفت و در مجمع عمومی به اتفاق آرا پذیرفته شد.